# Аусим
Аусим (араб. أوسيم‎) — город на севере Египта, расположенный на территории мухафазы Эль-Гиза.

## Географическое положение
Город находится в северо-восточной части мухафазы, в левобережной части долины реки Нил, на расстоянии приблизительно 5 километров к северо-западу от Эль-Гизы, административного центра провинции. Абсолютная высота — 27 метров над уровнем моря.

## Демография
По данным переписи 2006 года численность населения Аусима составляла 69 388 человек.
Динамика численности населения города по годам:
| 1996   | 2006   |
| ------ | ------ |
| 54 264 | 67 485 |

## Транспорт
Ближайший аэропорт расположен в городе Гиза, на расстоянии 4 километров к востоку от Аусима.